# 허버트 모리슨
모리슨오브램버스 남작 허버트 스탠리 모리슨(영어: Herbert Stanley Morrison, Baron Morrison of Lambeth, CH, PC, 1888년 1월 3일 ~ 1965년 3월 6일)은 영국의 정치인이다. 노동당 소속이며 제2차 세계 대전 도중에 내무장관을 맡아 전시 국내 정책을 책임졌다. 전쟁이 끝난 후에는 클레멘트 애틀리 총리 밑에서 부총리·추밀원 의장·외무장관을 맡았다. 노동당 내 우파에 속했으며 애틀리의 당내 정적으로 평가받았다. 두 차례 노동당 대표 경선에 출마했으나 모두 낙선하였다.

## 어린 시절
모리슨은 1888년 1월 3일 경찰관의 아들로 태어났다. 어렸을 때 감염병에 걸렸는데, 이로 인해 오른쪽 눈을 실명하였다. 스톡웰 로드 초등학교에 입학하였으나 14살에 학교를 그만두고 심부름꾼 일을 하였다. 1906년 독립노동당에 입당하였는데, 가입한 당이 강경하지 않다고 여기자 같은 해 사회민주연대에 입당하였다. 이후 당 대표였던 헨리 하인드만에 불만을 품고 다시 독립노동당으로 돌아왔다. 제1차 세계 대전 중에는 복무를 거부하고 채원 경영자를 맡았는데, 여기서 뒷날 아내가 되는 마거릿 켄트를 만났다.
제1차 세계 대전이 끝난 후 런던에서 노동당이 결성되면서 모리슨은 당내에서 고위층으로 성장하였다. 1919년 해크니 구의회 의원에 당선된 뒤 해크니 내 노동당 세력을 규합해 1920년부터 1921년까지 해크니 구청장을 지냈다. 이후 1922년 런던 시의회 의원에 당선되었으며 1923년에는 해크니 사우스 선거구에 출마해 하원 의원이 되었다. 그러나 1년 후에 치러진 총선에서는 노동당이 참패하는 가운데 자유당 후보인 조지 트레프가느에게 패했다. 이후 1929년 다시 당선된 후에는 램지 맥도널드 내각 밑에서 교통장관을 지냈지만 1931년 총선에서 노동당이 기록적인 참패를 당한 가운데 보수당 후보인 마조리 그레이브스에게 패했다. 한편 모리슨은 맥도널드가 노동당을 배제한 거국 내각을 꾸리는 것을 적극 비판하였다.

## 정치 경력

### 런던 정치
런던 시의회 의원을 계속 유지하던 중에 모리슨은 1933년 런던 노동당 대표로 선출되었다. 1934년 시의회 선거에서 노동당이 예상 밖의 승리를 거두면서 시의회 대표로 선출되어 런던 시정을 책임지게 되었다. 시의회 대표를 하면서 런던 최초로 개발제한구역을 설정했으며 런던 버스와 지하철 운영을 담당하기 위한 공공 기관을 설립하였다. 한편 이 시기에 워털루 다리를 재건설하려 하자 건설 비용을 놓고 논란이 벌어지기도 하였다.
한편 1935년 총선에서 모리슨은 다시 해크니 사우스 선거구에 출마해 마조리 그레이브스를 꺾고 당선되었다. 선거에서 승리한 후 그는 클레멘트 애틀리 지도부에 반기를 들고 당대표 경선을 주장하였다. 결선 투표에서 그는 애틀리에게 크게 패하였다. 그가 기존 의회에 있었던 노동당 의원들과 잦은 불화를 가졌던 점이 패인으로 분석되었다. 경선 패배 후 그는 다시 런던 시정으로 돌아갔다. 1937년 시의회 선거에서 노동당은 다시 승리하였는데, 특히 "노동당은 사람의 행복을 첫째로 둡니다"와 같은 슬로건을 선거 운동에 사용한 점이 주목받았다.

## 역대 선거 결과
| 선거명      | 직책명                          | 대수 | 정당   | 득표율 | 득표수   | 결과 | 당락                        |
| ----------- | ------------------------------- | ---- | ------ | ------ | -------- | ---- | --------------------------- |
| 1923년 선거 | 하원의원 (헤크니 사우스 선거구) | 33대 | 노동당 | 42.8%  | 9,578표  | 1위  | 헤크니 사우스 하원의원 당선 |
| 1924년 선거 | 하원의원 (헤크니 사우스 선거구) | 34대 | 노동당 | 46.5%  | 11,651표 | 2위  | 낙선                        |
| 1929년 선거 | 하원의원 (헤크니 사우스 선거구) | 35대 | 노동당 | 51.2%  | 15,590표 | 1위  | 헤크니 사우스 하원의원 당선 |
| 1931년 선거 | 하원의원 (헤크니 사우스 선거구) | 36대 | 노동당 | 44.6%  | 12,827표 | 2위  | 낙선                        |
| 1935년 선거 | 하원의원 (헤크니 사우스 선거구) | 37대 | 노동당 | 59.3%  | 15,830표 | 1위  | 헤크니 사우스 하원의원 당선 |
| 1945년 선거 | 하원의원 (루이셤 이스트 선거구) | 38대 | 노동당 | 61.82% | 37,361표 | 1위  | 루이셤 이스트 하원의원 당선 |
| 1950년 선거 | 하원의원 (루이셤 사우스 선거구) | 39대 | 노동당 | 54.58% | 26,666표 | 1위  | 루이셤 사우스 하원의원 당선 |
| 1951년 선거 | 하원의원 (루이셤 사우스 선거구) | 40대 | 노동당 | 56.61% | 27,559표 | 1위  | 루이셤 사우스 하원의원 당선 |
| 1955년 선거 | 하원의원 (루이셤 사우스 선거구) | 41대 | 노동당 | 55.79% | 23,821표 | 1위  | 루이셤 사우스 하원의원 당선 |